# Natale con i tuoi...
Natale con i tuoi... è una raccolta di canzoni su 33 giri pubblicata nel 1983 dalla CGD. Contiene cover di noti brani natalizi cantati da artisti italiani e internazionali ben noti all'epoca (eccezione, Pace di Riccardo Fogli, tratto dall'album Che ne sai). Le canzoni furono realizzate in alcuni casi con testi tradotti in italiano e inediti. Traspare, nei pezzi, l'operato di importanti figure discografiche della CGD quali Caterina Caselli e Giancarlo Lucariello.

## Lato A
1. Pooh - Happy Xmas (War Is Over)
2. Ivan Cattaneo - Tu scendi dalle stelle
3. Giuni Russo - Adeste fideles
4. Dario Baldan Bembo - Mull of Kintyre
5. Caterina Caselli e Donatella Rettore - Little Drummer Boy/Peace on Earth
6. Roberto Vecchioni - Dalle stelle alle stalle (O Tannenbaum)

## Lato B
1. Adriano Celentano - Bianco Natale
2. Heather Parisi - Jingle Bells
3. Riccardo Fogli - Pace
4. Josy A. Nowack - Go Tell It on the Mountain
5. Ornella Vanoni - Stille Nacht
6. Pierangelo Bertoli - Biglietto d'auguri (Amazing Grace)